# Didactylia puncticeps
Didactylia puncticeps är en skalbaggsart som beskrevs av Renaud Maurice Adrien Paulian 1942. Didactylia puncticeps ingår i släktet Didactylia och familjen Aphodiidae. Inga underarter finns listade i Catalogue of Life.